# Under You
"Under You" é uma canção da banda de rock americana Foo Fighters. Foi lançada em 17 de maio de 2023 como o segundo single de seu décimo primeiro álbum de estúdio, But Here We Are.

## Recepção
A canção foi descrita como punk melódico Em agosto de 2023, "Under You" se tornou o décimo sexto hit da banda a atingir a décima posição na parada Rock & Alternative Airplay da Billboard, quebrando o recorde da banda com mais músicas entre as dez primeiras nessa parada.

## Desempenho nas paradas musicais
| Parada musical (2023)                         | Melhor posição |
| --------------------------------------------- | -------------- |
| Canadá (Billboard Rock)                       | 1              |
| Estados Unidos (Hot Rock & Alternative Songs) | 37             |
| Estados Unidos (Rock & Alternative Airplay)   | 1              |
| Japão (Japan Hot Overseas)                    | 13             |
| Nova Zelândia (New Zealand Hot Singles)       | 18             |
| Reino Unido (UK Rock & Metal)                 | 6              |
| Reino Unido (UK Singles)                      | 98             |

| Parada musical (2023)                       | Posição |
| ------------------------------------------- | ------- |
| Estados Unidos (Rock & Alternative Airplay) | 10      |